# Centre Monnaie
Le Centre Monnaie (en néerlandais : Muntcentrum) est un gratte-ciel de la ville de Bruxelles, en Belgique. Il fut construit entre 1968-1971 à l'endroit où se trouvait l'ancien Hôtel des Postes et Télégraphes de Bruxelles. Il est un exemple de Bruxellisation.
De nos jours, il abrite un centre commercial et des bureaux.
D'ici 2024, le bâtiment devrait être rénové pour accueillir des logements et un hôtel.

## Histoire

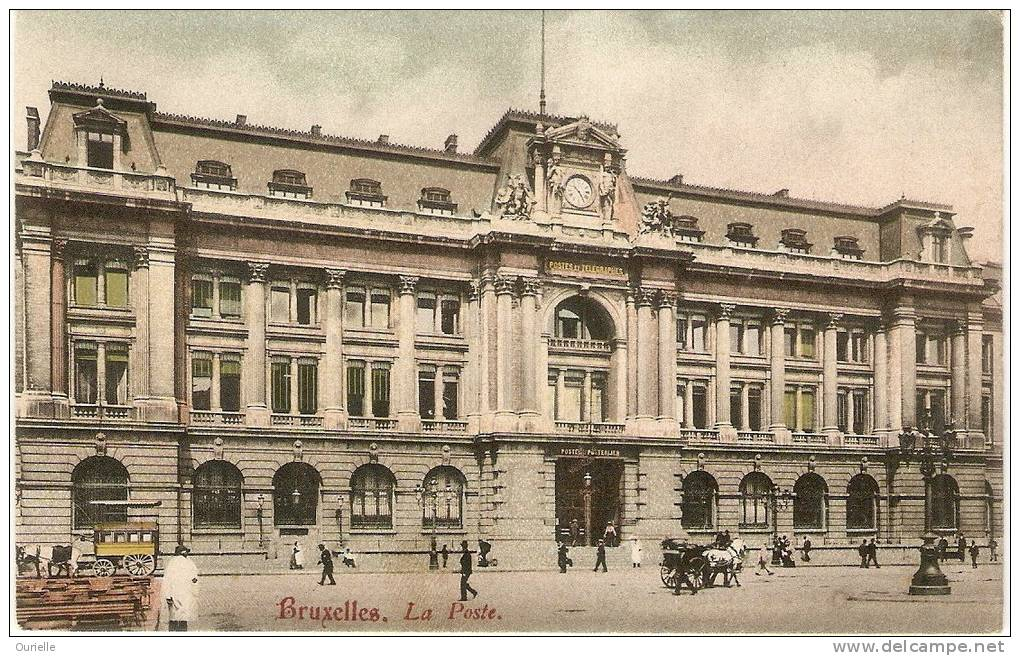
L'ancien hôtel des Postes et Télégraphes de Bruxelles fut démoli en 1966 pour construire le Centre Monnaie, ce qui en fait un exemple de bruxellisation.